# Calbo (artiste)
 (mars 2025).
Si vous disposez d'ouvrages ou d'articles de référence ou si vous connaissez des sites web de qualité traitant du thème abordé ici, merci de compléter l'article en donnant les références utiles à sa vérifiabilité et en les liant à la section « Notes et références ».
Calbo, nom de scène de Calboni M'Bani,, est un rappeur et écrivain franco-congolais[réf. nécessaire], né un 22 septembre à Villiers-le-Bel (Val-d'Oise). Il est le frère du rappeur Lino avec qui il forme le groupe Ärsenik.

## Biographie
À la fin des années 1990, Calbo et Lino se sont associés à un groupe de rap sur un projet collaboratif appelé Bisso Na Bisso, une expression qui signifie « Juste entre nous » en lingala la langue la plus parlée dans la région du Congo[source secondaire nécessaire]. Une partie de ce groupe était composée de Ben-J (des Neg'Marrons), Passi (du Ministère AMER), des frères jumeaux Doc et G Kill (de 2Bal), et de Mystik et M'Passi. Le groupe s'est lancé dans un retour collectif avec ses racines africaines, avec une musique avec une fusion innovante de styles, qui mélangeait des sons hip-hop et zouk modernes avec la rumba traditionnelle congolaise.
Calbo a également poursuivi une carrière en solo. En 2003 il est classé dans un single Trop de peine de Lynnsha avec la participation de Calbo au chant.[source secondaire souhaitée]
En 2012, il sort son premier album solo nommé 6ème Chaudron et en juin 2013, il sort son single solo C'est là-bas sur le label Trèfle accompagné d'un clip. Il mettait en vedette un autre artiste congolais connu sous le nom de VR[source secondaire souhaitée].

## Discographie

### Albums
En duo avec Ärsenik
Voir la discographie de Ärsenik
En solo
| Année | Célibataire   | Graphiques |
| Année | Célibataire   | FR         |
| ----- | ------------- | ---------- |
| 2012  | 6ème Chaudron | –          |

### Titres
En duo Ärsenik
Voir la discographie de Ärsenik
Titre en collaboration
| Année | Célibataire              | Graphiques |
| Année | Célibataire              | FR         |
| ----- | ------------------------ | ---------- |
| 2013  | "C'est là-bas" (avec VR) | –          |

Titres en vedette
| Année | Célibataire                          | Graphiques |
| Année | Célibataire                          | FR         |
| ----- | ------------------------------------ | ---------- |
| 2003  | "Trop de peine" (Lynnsha avec Calbo) | 64         |